# Marten Vathi
Marten Vathi, död 1616 i Högby på Öland, var en stenhuggarmästare, verksam på Öland i slutet av 1500- och början av 1600-talet.
Vathi var verksam med ett betydande stenhuggeri från slutet av 1500-talet i Högby på Öland. Han hade även konstnärliga ambitioner och utförde stenhuggeriarbeten för flera öländska kyrkor och byggnader. Han är tillsammans med sin hustru begraven under en konstfull huggen häll på Högby kyrkogård där makarna är framställda i helfigur med en hög relief. 